# Championnat de Slovénie de football 2002-2003
Navigation
Saison précédente Saison suivante
La saison 2002-2003 du Championnat de Slovénie de football est la 12e édition de la première division slovène à poule unique, la PrvaLiga. Les 12 meilleurs clubs slovènes jouent les uns contre les autres à trois reprises durant la saison. En fin de saison, les deux derniers du classement sont directement relégués et remplacés par les deux meilleurs clubs de D2.
C'est le Maribor Teatanic, sextuple champion de Slovénie en titre, qui termine à nouveau en tête du championnat et remporte son 7e titre -d'affilée- de champion. Le Maribor devance de 7 points le Publikum Celje et de 8 points l'Olimpija Ljubljana.

## Clubs participants
| - Olimpija Ljubljana - Maribor Teatanic - NK Ljubljana - Promu de D2 - HIT Gorica - NK Mura - NK FC Koper | - Publikum Celje - NK Rudar Velenje - NK Šmartno 1928 - NK Korotan Suvel Prevalje - NK Primorje - NK Dravograd - Promu de D2 |

## Compétition

### Classement
Le barème de points servant à établir le classement se décompose ainsi :
- Victoire : 3 points
- Match nul : 1 point
- Défaite : 0 point

| Rang | Équipe                       | Pts | J  | G  | N  | P  | Bp | Bc | Diff |
| ---- | ---------------------------- | --- | -- | -- | -- | -- | -- | -- | ---- |
| 1    | NK Maribor (T)               | 62  | 31 | 18 | 8  | 5  | 57 | 32 | +25  |
| 2    | Publikum Celje               | 55  | 31 | 15 | 10 | 6  | 57 | 38 | +19  |
| 3    | Olimpija Ljubljana (C)       | 54  | 31 | 14 | 12 | 5  | 54 | 32 | +22  |
| 4    | NK Šmartno 1928              | 46  | 31 | 12 | 10 | 9  | 46 | 42 | +4   |
| 5    | NK FC Koper                  | 45  | 31 | 12 | 9  | 10 | 41 | 41 | 0    |
| 6    | NK Primorje                  | 44  | 31 | 13 | 5  | 13 | 47 | 44 | +3   |
| 7    | NK Dravograd (P)             | 36  | 31 | 9  | 9  | 13 | 40 | 43 | -3   |
| 8    | HIT Gorica                   | 34  | 31 | 7  | 13 | 11 | 34 | 43 | -9   |
| 9    | NK Mura                      | 34  | 31 | 9  | 7  | 15 | 38 | 48 | -10  |
| 10   | NK Ljubljana (P) -3          | 30  | 31 | 9  | 6  | 16 | 41 | 66 | -25  |
| 11   | NK Rudar Velenje             | 25  | 31 | 6  | 7  | 18 | 32 | 51 | -19  |
| 12   | NK Korotan Suvel Prevalje -7 | 3   | 11 | 2  | 4  | 5  | 7  | 14 | -7   |

|  | Qualification pour la Ligue des champions 2003-2004                                           |
|  | Qualification pour la Coupe UEFA 2003-2004                                                    |
|  | Qualification pour la Coupe Intertoto 2003                                                    |
|  | Relégation directe en deuxième division                                                       |
|  | (T) Tenant du titre (C) Vainqueur de la Coupe de Slovénie (P) Club promu de deuxième division |

- Le NK Ljubljana reçoit une pénalité de 3 points pour ne s'être pas présenté lors de la 32e journée.
- D'abord pénalisé de 7 points pour défaut de paiement d'anciens joueurs et entraîneur, le NK Korotan Suvel Prevalje est exclu du championnat à la suite de 2 forfaits (20e et 21e journées), ses résultats ne sont comptés que jusqu'à la 11e journée.

## Bilan de la saison
| Championnat de Slovénie de football 2002-2003 |                                            |
| Champion                                      | Maribor Teatanic (7e titre)                |
| Coupes et trophées                            |                                            |
| Vainqueur de la Coupe de Slovénie 2002-2003   | Olimpija Ljubljana                         |
| Qualifications continentales                  |                                            |
| Ligue des champions 2003-2004                 | Maribor Teatanic                           |
| Coupe UEFA 2003-2004                          | Olimpija Ljubljana                         |
| Coupe UEFA 2003-2004                          | Publikum Celje                             |
| Coupe Intertoto 2003                          | NK FC Koper                                |
| Promotions et relégations                     |                                            |
| Promus en PrvaLiga                            | NK Domžale NK Drava                        |
| Relégués en Division 2                        | NK Rudar Velenje NK Korotan Suvel Prevalje |